# Temnaspis purpureotinctus
Temnaspis purpureotinctus es una especie de coleóptero de la familia Megalopodidae.

## Distribución geográfica
Habita en Megalaya (India).